# ريتشي دورمان
ريتشي دورمان (بالإنجليزية: Richie Dorman)‏ هو لاعب كرة قدم ومدرب كرة قدم بريطاني في مركز الوسط، ولد في 14 يونيو 1988 في تشستر في المملكة المتحدة. لعب مع سينايوين يالكابالوكيرهو ونادي إيرباص يو كاي بروتون.

## وصلات خارجية
- ريتشي دورمان على موقع قاعدة بيانات كرة القدم.إي يو (الإنجليزية)
- ريتشي دورمان على موقع Soccerway.com (الإنجليزية)